# Ladies Championship Gstaad 2018 - Qualificazioni singolare
Le qualificazioni del singolare del Ladies Championship Gstaad 2018 sono state un torneo di tennis preliminare per accedere alla fase finale della manifestazione. Le vincitrici dell'ultimo turno sono entrate di diritto nel tabellone principale. In caso di ritiro di una o più giocatrici aventi diritto a queste sono subentrati le lucky loser, ossia le giocatrici che hanno perso nell'ultimo turno ma che avevano una classifica più alta rispetto alle altre partecipanti che avevano comunque perso nel turno finale.

## Teste di serie
1. Veronika Kudermetova (qualificata)
2. Conny Perrin (qualificata)
3. Kathinka von Deichmann (qualificata)
4. Valentina Ivachnenko (qualificata)
5. Martina Trevisan (qualificata)
6. Sílvia Soler Espinosa (qualificata)

1. Deniz Khazaniuk (primo turno)
2. Jessica Pieri (ultimo turno)
3. Barbara Haas (ultimo turno)
4. Amandine Hesse (ultimo turno)
5. Julia Grabher (primo turno)
6. Allie Kiick (ultimo turno)

## Qualificate
1. Veronika Kudermetova
2. Conny Perrin
3. Kathinka von Deichmann

1. Valentina Ivachnenko
2. Martina Trevisan
3. Sílvia Soler Espinosa

## Tabellone

### Legenda
| - Q = Qualificato - WC = Wild card - LL = Lucky loser | - ALT = Alternate - SE = Special Exempt - PR = Protected Ranking | - w/o = Walkover - r = Ritirato - d = Squalificato |

### Sezione 1
|  | Primo turno | Primo turno          | Primo turno          | Primo turno | Primo turno |  |  | Ultimo turno | Ultimo turno         | Ultimo turno | Ultimo turno | Ultimo turno |  |
|  |             |                      |                      |             |             |  |  |              |                      |              |              |              |  |
|  | 1           | Veronika Kudermetova | Veronika Kudermetova | 6           | 6           |  |  |              |                      |              |              |              |  |
|  | WC          | Quirine Lemoine      | Quirine Lemoine      | 2           | 2           |  |  | 1            | Veronika Kudermetova | 68           | 6            | 6            |  |
|  | WC          | Diana Mihail         | Diana Mihail         | 0           | 1           |  |  | 8            | Jessica Pieri        | 7            | 1            | 2            |  |
|  | 8           | Jessica Pieri        | Jessica Pieri        | 6           | 6           |  |  |              |                      |              |              |              |  |

### Sezione 2
|  | Primo turno | Primo turno    | Primo turno   | Primo turno | Primo turno |  |  | Ultimo turno | Ultimo turno   | Ultimo turno   | Ultimo turno | Ultimo turno |  |
|  |             |                |               |             |             |  |  |              |                |                |              |              |  |
|  | 2           | Conny Perrin   | Conny Perrin  | 6           | 6           |  |  |              |                |                |              |              |  |
|  |             | Jana Sizikova  | Jana Sizikova | 4           | 4           |  |  | 2            | Conny Perrin   | Conny Perrin   | 6            | 6            |  |
|  |             | Alexa Guarachi | 4             | 6           | 6           |  |  |              | Alexa Guarachi | Alexa Guarachi | 4            | 0            |  |
|  | 11          | Julia Grabher  | 6             | 1           | 1           |  |  |              |                |                |              |              |  |

### Sezione 3
|  | Primo turno | Primo turno            | Primo turno            | Primo turno | Primo turno |  |  | Ultimo turno | Ultimo turno           | Ultimo turno           | Ultimo turno | Ultimo turno |  |
|  |             |                        |                        |             |             |  |  |              |                        |                        |              |              |  |
|  | 3           | Kathinka von Deichmann | Kathinka von Deichmann | 6           | 6           |  |  |              |                        |                        |              |              |  |
|  |             | Diāna Marcinkēviča     | Diāna Marcinkēviča     | 4           | 3           |  |  | 3            | Kathinka von Deichmann | Kathinka von Deichmann | 6            | 6            |  |
|  | WC          | Zoe Kruger             | Zoe Kruger             | 7           | 6           |  |  | WC           | Zoe Kruger             | Zoe Kruger             | 1            | 1            |  |
|  | 7           | Deniz Khazaniuk        | Deniz Khazaniuk        | 5           | 3           |  |  |              |                        |                        |              |              |  |

### Sezione 4
|  | Primo turno | Primo turno            | Primo turno            | Primo turno | Primo turno |  |  | Ultimo turno | Ultimo turno         | Ultimo turno         | Ultimo turno | Ultimo turno |  |
|  |             |                        |                        |             |             |  |  |              |                      |                      |              |              |  |
|  | 4           | Valentina Ivachnenko   | Valentina Ivachnenko   | 6           | 6           |  |  |              |                      |                      |              |              |  |
|  |             | Aleksandrina Najdenova | Aleksandrina Najdenova | 1           | 0           |  |  | 4            | Valentina Ivachnenko | Valentina Ivachnenko | 6            | 6            |  |
|  |             | Gréta Arn              | Gréta Arn              | 2           | 2           |  |  | 12           | Allie Kiick          | Allie Kiick          | 1            | 2            |  |
|  | 12          | Allie Kiick            | Allie Kiick            | 6           | 6           |  |  |              |                      |                      |              |              |  |

### Sezione 5
|  | Primo turno | Primo turno      | Primo turno    | Primo turno | Primo turno |  |  | Ultimo turno | Ultimo turno     | Ultimo turno     | Ultimo turno | Ultimo turno |  |
|  |             |                  |                |             |             |  |  |              |                  |                  |              |              |  |
|  | 5           | Martina Trevisan | 4              | 7           | 6           |  |  |              |                  |                  |              |              |  |
|  |             | Katarzyna Piter  | 6              | 6           | 3           |  |  | 5            | Martina Trevisan | Martina Trevisan | 6            | 6            |  |
|  |             | Tess Sugnaux     | Tess Sugnaux   | 2           | 2           |  |  | 10           | Amandine Hesse   | Amandine Hesse   | 3            | 4            |  |
|  | 10          | Amandine Hesse   | Amandine Hesse | 6           | 6           |  |  |              |                  |                  |              |              |  |

### Sezione 6
|  | Primo turno | Primo turno           | Primo turno | Primo turno | Primo turno |  |  | Ultimo turno | Ultimo turno          | Ultimo turno          | Ultimo turno | Ultimo turno |  |
|  |             |                       |             |             |             |  |  |              |                       |                       |              |              |  |
|  | 6           | Sílvia Soler Espinosa | 4           | 6           | 6           |  |  |              |                       |                       |              |              |  |
|  |             | Chloé Paquet          | 6           | 3           | 0           |  |  | 6            | Sílvia Soler Espinosa | Sílvia Soler Espinosa | 6            | 6            |  |
|  | WC          | Xenia Knoll           | 6           | 3           | 3           |  |  | 9            | Barbara Haas          | Barbara Haas          | 1            | 1            |  |
|  | 9           | Barbara Haas          | 4           | 6           | 6           |  |  |              |                       |                       |              |              |  |